# Poussanges
Poussanges település Franciaországban, Creuse megyében. Lakosainak száma 150 fő (2022. január 1.). Poussanges Clairavaux, Croze, Magnat-l’Étrange, Saint-Frion, Saint-Georges-Nigremont és Saint-Quentin-la-Chabanne községekkel határos.

## Népesség
A település népességének változása:
| Lakosok száma | 218  | 192  | 196  | 145  | 138  | 147  | 155  | 158  | 156  | 150  |
|               | 1968 | 1982 | 1990 | 2006 | 2013 | 2015 | 2017 | 2019 | 2020 | 2022 |